# روسی (فیلم)
روسی فیلمی به کارگردانی و نویسندگی امیرحسین ثقفی و تهیه‌کنندگی علی‌اکبر ثقفی محصول سال ۱۳۹۶ است.
این فیلم اثری پر لوکیشن است و عوامل سازنده در لوکیشن‌هایی واقع در لاهیجان، تهران، ساوه، قم، شهر ری، دیلمان، گرمسار، فومن، بندر کیاشهر، ورامین، جاجرود و… طی دو ماه، سرانجام در اسفندماه ۱۳۹۶ فیلمبرداری آن را به پایان رساندند. روسی در ۳۰ مرداد ۱۳۹۸ در سینماهای ایران اکران شده‌است.

## خلاصه داستان
روسی یک فیلم عاشقانه است که به تراژدی ختم می‌شود. مردی به نام توماج (امیر آقایی) از زندان فرار می‌کند و قصد پیدا کردن و انتقام از کسی را دارد که به همسرش مرجان (طناز طباطبایی)  تجاوز کرده است. از گذشته رابطه‌ی عاشقانه بین مرجان و یوسف وجود داشته و برادر یوسف که ابراهیم نام دارد دوست صمیمی توماج است و ...

## بازیگران
- امیر آقایی
- طناز طباطبایی
- صابر ابر
- میلاد کی‌مرام
- سپیده گلچین
- محمود نظرعلیان
- حسین مسلمی
- میثم طاهری
- بهمن صادق‌حسنی